# Украинский главный освободительный совет
Украи́нский гла́вный освободи́тельный сове́т (УГОС, укр. Українська Головна Визвольна Рада, УГВР) — правительство Украины (Украинское государственное правление), сформированное по инициативе ОУН(б) в 1944 г. (к этому времени многие члены прежнего Украинского государственного правления во главе с Я. Стецько, образованного в 1941 г., находились в немецких концлагерях). Программные документы УГОС составил писатель Иван Багряный.

## Предыстория создания
Осенью 1943 года в кругах ОУН и УПА в Галичине возникла идея создания межпартийной платформы, которая представляла бы УПА на международной арене. 21 сентября 1943 года глава провода ОУН-Б Роман Шухевич представил идею создания такого органа формально беспартийному, но фактически подчинённому бандеровцам. В марте 1944 г. на собрании в Жовкве бандеровцы создали Инициативный комитет (председатель Лев Шанковский, Дарья Ребет, Илья Семьянчук, Михаил Степаняк, Василий Охримович), проводивший необходимую коммуникацию, а также готовил программу и документы будущих сборов.
Первоначально рассматривалось два варианта формирования УГВР. Первый предполагал, что в его состав войдут представители всех основных украинских политических формирований. Во втором варианте, за который с самого начала выступал Лев Шаньковский, в совет будут входить люди с разными биографиями и политическими взглядами, но связанные с подпольем ОУН-Б. Они должны были придерживаться принципа «революционной борьбы» как против Советов, так и против немцев. Победил второй вариант. Хотя переговоры велись с правительством УНР, ОУН-М и сторонниками гетмана Павла Скоропадского, их представители не явились на съезд УГВР. Сторонники ОУН-М прервала переговоры после убийства полковника Романа Сушко, подозревая, что за ним стояли бандеровцы. На съезде не явились ни делегаты гетмана, ни представители от УНР в изгнании.

## Формирование

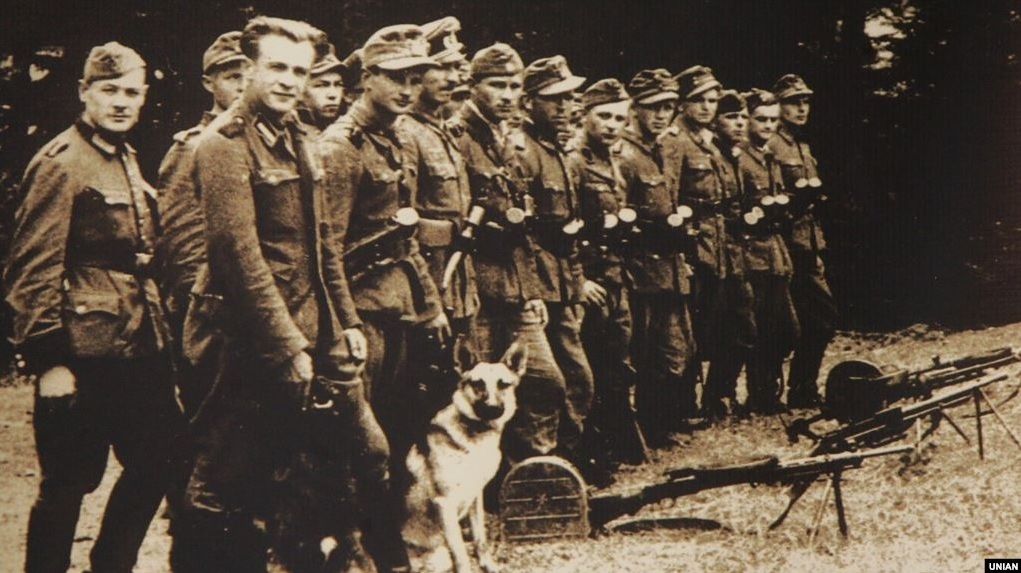
Бойцы сотни УПА «Львы» при охране Сбора УГВР в июле 1944 года в селе Спрыня Львовской области

Большой съезд УГВР проходил с 11 по 15 июля 1944 г. в хижине лесника близ села Недельная в Самборском районе в условиях глубокой конспирации; по другой версии, южнее села Спрыня, тоже Самборский район. Как заявил Шанковский в предисловии, в съезде приняли участие: «граждане с политическим опытом со всех украинских земель, от Сяна до Кавказа». Съезд охраняли три сотни УПА, одна из них находилась в домике лесника, обеспечивая прямую охрану.
Вел собрание Ростислав Волошин, его секретарем был Николай Дужий. Большой Конгресс принял «Систему УГВР», «Платформу» и «Универсальность». Он утвердил присягу солдата УПА, вероятно подготовленную Иваном Гриьохом. Партизаны УПА обещали жертвенную и мужественную борьбу за освобождение от захватчиков всех украинских земель и за создание Украинского независимого единого государства.

## Деятельность
Первым президентом УГОС был избран полтавчанин Кирилл Осьмак, который вскоре был арестован органами НКВД. Мандаты первого большого съезда УГОС получили 25 делегатов (8 — из Надднепрянщины, 17 — с Волыни и Галичины), из которых только 9 были членами ОУН(б). Зарубежное представительство возглавил И. М. Гриньох, священник УГКЦ. УГОС продолжил деятельность в эмиграции (Мюнхен, Германия), одним из его руководителей был Микола Лебедь. УГВР пытался наладить контакты с западными союзниками, в частности через Швейцарию с политическими кругами Великобритании.
В начале 1945 г. УГВР и штаб-квартира УПА начали искать соглашения с польским антикоммунистическим подпольем. Были изданы приказы об убийстве только людей, связанных с коммунистическим силовым аппаратом, было запрещено убивать семьи захваченных коммунистических агентов и вмешиваться в религиозные споры. Было приказано проводить пропагандистскую деятельность по созданию общего фронта борьбы против большевиков всеми завоеванными СССР народами и осуществлять военное сотрудничество с Армией Крайовой. Эти рекомендации были неблагоприятно восприняты украинским подпольем.
В 1946 году был проведен бойкот советских выборов. В октябре 1949 года УГВР, УПА и ОУН издали «Обращение воюющей Украины ко всей украинской эмиграции» с призывом активизировать освободительное дело за рубежом. Большинство членов УГВР в Украине погибло или было арестовано. Тогда же практически УГВР в Украине перестал существовать.